# Championnats du monde de paracyclisme sur piste 2024
Navigation
2023 2025
Les championnats du monde de paracyclisme sur piste 2024 se déroulent du 20 au 24 mars 2024 à Rio de Janeiro en Brésil sur le Vélodrome olympique de Rio.
Les compétitions se déroulent selon les classifications du paracyclisme avec des tandems (classe B) et des vélos de piste (classes C1 à C5). 

## Médaillés
Pour l'explication sur les différentes catégories, voir la page Cyclisme handisport#Classification actuelle

### Catégorie B
| Épreuves            | Or                                                                                    | Argent                                                                                   | Bronze                                                                                        |
| Hommes              | Hommes                                                                                | Hommes                                                                                   | Hommes                                                                                        |
| ------------------- | ------------------------------------------------------------------------------------- | ---------------------------------------------------------------------------------------- | --------------------------------------------------------------------------------------------- |
| Kilomètre           | Grande-Bretagne Neil Fachie pilote : Matthew Rotherham                                | Grande-Bretagne James Ball pilote : Steffan Lloyd                                        | Allemagne Thomas Ulbricht pilote : Robert Förstemann                                          |
| Vitesse             | Grande-Bretagne Neil Fachie pilote : Matthew Rotherham                                | France Raphaël Beaugillet pilote : Quentin Caleyron                                      | Grande-Bretagne Stephen Bate pilote : Christopher Latham                                      |
| Poursuite           | Pays-Bas Tristan Bangma pilote : Patrick Bos                                          | Grande-Bretagne Stephen Bate pilote : Christopher Latham                                 | Italie Lorenzo Bernard pilote : Davide Plebani                                                |
| Femmes              |                                                                                       |                                                                                          |                                                                                               |
| Kilomètre           | Grande-Bretagne Lizzi Jordan pilote : Dannielle Khan                                  | Grande-Bretagne Sophie Unwin pilote : Jenny Holl                                         | Australie Jessica Gallagher pilote : Caitlin Ward                                             |
| Vitesse             | Grande-Bretagne Lizzi Jordan pilote : Dannielle Khan                                  | Grande-Bretagne Sophie Unwin pilote : Jenny Holl                                         | Australie Jessica Gallagher pilote : Caitlin Ward                                             |
| Poursuite           | Grande-Bretagne Lizzi Jordan pilote : Dannielle Khan                                  | Grande-Bretagne Sophie Unwin pilote : Jenny Holl                                         | Pologne Otylia Marczuk pilote : Ewa Bańkowska                                                 |
| Mixte               |                                                                                       |                                                                                          |                                                                                               |
| Vitesse par équipes | Italie Chiara Colombo pilote : Elena Bissolati Stefano Meroni pilote : Francesco Ceci | Grande-Bretagne Lora Fachie pilote : Corrine Hall Neil Fachie pilote : Matthew Rotherham | États-Unis Hannah Chadwick pilote : Skyler Espinoza Michael Stephens pilote : Joe Christensen |

### Catégorie C1
| Épreuves   | Or            | Argent              | Bronze                           |
| Hommes     | Hommes        | Hommes              | Hommes                           |
| ---------- | ------------- | ------------------- | -------------------------------- |
| Kilomètre  | Li Zhangyu    | Liang Weicong       | Mohamad Yusof Hafizi Shaharuddin |
| Poursuite  | Li Zhangyu    | Liang Weicong       | Aaron Keith                      |
| Scratch    | Liang Weicong | Ricardo Ten Argilés | Pierre Senska                    |
| Omnium     | Liang Weicong | Li Zhangyu          | Ricardo Ten Argilés              |
| Femmes     |               |                     |                                  |
| 500 mètres | Qian Wangwei  | Katie Toft          |                                  |
| Poursuite  | Qian Wangwei  | Katie Toft          |                                  |
| Scratch    | Qian Wangwei  | Katie Toft          |                                  |
| Omnium     | Qian Wangwei  | Katie Toft          |                                  |

### Catégorie C2
| Épreuves   | Or               | Argent                    | Bronze             |
| Hommes     | Hommes           | Hommes                    | Hommes             |
| ---------- | ---------------- | ------------------------- | ------------------ |
| Kilomètre  | Alexandre Léauté | Gordon Allan              | Shota Kawamoto     |
| Poursuite  | Alexandre Léauté | Ewoud Vromant             | Shota Kawamoto     |
| Scratch    | Alexandre Léauté | Shota Kawamoto            | Ewoud Vromant      |
| Omnium     | Alexandre Léauté | Shota Kawamoto            | Matthew Robertson  |
| Femmes     |                  |                           |                    |
| 500 mètres | Amanda Reid      | Sabrina Custódia da Silva | Flurina Rigling    |
| Poursuite  | Daphne Schrager  | Flurina Rigling           | Daniela Munévar    |
| Scratch    | Amanda Reid      | Flurina Rigling           | Christelle Ribault |
| Omnium     | Flurina Rigling  | Daphne Schrager           | Daniela Munévar    |

### Catégorie C3
| Épreuves   | Or            | Argent                | Bronze                |
| Hommes     | Hommes        | Hommes                | Hommes                |
| ---------- | ------------- | --------------------- | --------------------- |
| Kilomètre  | Devon Briggs  | Jaco van Gass         | Finlay Graham         |
| Poursuite  | Jaco van Gass | Finlay Graham         | Devon Briggs          |
| Scratch    | Jaco van Gass | Alexandre Hayward     | Masaki Fujita         |
| Omnium     | Jaco van Gass | Devon Briggs          | Finlay Graham         |
| Femmes     |               |                       |                       |
| 500 mètres | Wang Xiaomei  | Mel Pemble            | Aniek van den Aarssen |
| Poursuite  | Wang Xiaomei  | Keiko Sugiura         | Aniek van den Aarssen |
| Scratch    | Wang Xiaomei  | Paula Caballero       | Aniek van den Aarssen |
| Omnium     | Wang Xiaomei  | Aniek van den Aarssen | Mel Pemble            |

### Catégorie C4
| Épreuves   | Or                 | Argent             | Bronze                 |
| Hommes     | Hommes             | Hommes             | Hommes                 |
| ---------- | ------------------ | ------------------ | ---------------------- |
| Kilomètre  | Jody Cundy         | Korey Boddington   | Michael Shippley       |
| Poursuite  | Archie Atkinson    | Kévin Le Cunff     | Gatien Le Rousseau     |
| Scratch    | Kévin Le Cunff     | Gatien Le Rousseau | Bryan Larsen           |
| Omnium     | Gatien Le Rousseau | Kévin Le Cunff     | Bryan Larsen           |
| Femmes     |                    |                    |                        |
| 500 mètres | Kadeena Cox        | Anna Taylor        | Li Xiaohui             |
| Poursuite  | Emily Petricola    | Samantha Bosco     | Keely Shaw             |
| Scratch    | Li Xiaohui         | Emily Petricola    | Franziska Matile-Dörig |
| Omnium     | Emily Petricola    | Li Xiaohui         | Anna Taylor            |

### Catégorie C5
| Épreuves   | Or               | Argent             | Bronze             |
| Hommes     | Hommes           | Hommes             | Hommes             |
| ---------- | ---------------- | ------------------ | ------------------ |
| Kilomètre  | Blaine Hunt      | Alfonso Cabello    | Niels Verschaeren  |
| Poursuite  | Dorian Foulon    | Lauro Chaman       | Franz-Josef Lässer |
| Scratch    | Dorian Foulon    | Franz-Josef Lässer | Alistair Donohoe   |
| Omnium     | Dorian Foulon    | Franz-Josef Lässer | Blaine Hunt        |
| Femmes     |                  |                    |                    |
| 500 mètres | Caroline Groot   | Marie Patouillet   | Nicole Murray      |
| Poursuite  | Heïdi Gaugain    | Nicole Murray      | Claudia Cretti     |
| Scratch    | Marie Patouillet | Claudia Cretti     | Nicole Murray      |
| Omnium     | Marie Patouillet | Nicole Murray      | Claudia Cretti     |

### Catégories C1-5
| Épreuves            | Or                                             | Argent                                                     | Bronze                                                        |
| Mixte               | Mixte                                          | Mixte                                                      | Mixte                                                         |
| ------------------- | ---------------------------------------------- | ---------------------------------------------------------- | ------------------------------------------------------------- |
| Vitesse par équipes | Chine- Lai Shanzhang - Wu Guoqing - Li Zhangyu | Grande-Bretagne- Jaco van Gass - Blaine Hunt - Kadeena Cox | Australie- Gordon Allan - Michael Shippley - Korey Boddington |

## Tableau des médailles
| Rang  | Nation           | Or | Argent | Bronze | Total |
| ----- | ---------------- | -- | ------ | ------ | ----- |
| 1     | Chine            | 14 | 4      | 1      | 19    |
| 2     | Grande-Bretagne  | 13 | 14     | 5      | 32    |
| 3     | France           | 12 | 5      | 2      | 19    |
| 4     | Australie        | 4  | 3      | 5      | 12    |
| 5     | Pays-Bas         | 2  | 1      | 3      | 6     |
| 6     | Nouvelle-Zélande | 1  | 4      | 4      | 9     |
| 7     | Suisse           | 1  | 2      | 2      | 5     |
| 8     | Italie           | 1  | 1      | 3      | 5     |
| 9     | Japon            | 0  | 3      | 3      | 6     |
| 10    | Canada           | 0  | 2      | 2      | 4     |
| 11    | Autriche         | 0  | 2      | 1      | 3     |
| 11    | Espagne          | 0  | 2      | 1      | 3     |
| 13    | Brésil           | 0  | 2      | 0      | 2     |
| 14    | États-Unis       | 0  | 1      | 4      | 5     |
| 15    | Belgique         | 0  | 1      | 2      | 3     |
| 15    | Colombie         | 0  | 1      | 2      | 3     |
| 17    | Allemagne        | 0  | 0      | 2      | 2     |
| 18    | Malaisie         | 0  | 0      | 1      | 1     |
| 18    | Pologne          | 0  | 0      | 1      | 1     |
| Total | Total            | 48 | 48     | 44     | 140   |